# Список кавалеров ордена «За заслуги перед Отечеством» за 2003 год

## Кавалеры ордена I степени
1. 21 сентября 2003 года, № 1085 — Котельников, Владимир Александрович — академик, советник президиума Российской академии наук, почетный директор Института радиотехники и электроники, город Москва[1]

## Кавалеры ордена II степени
1. 31 января 2003 года, № 128 — Иванов, Сергей Борисович — министр обороны Российской Федерации
2. 13 марта 2003 года, № 328 — Михалков, Сергей Владимирович — писатель, город Москва
3. 10 июня 2003 года, № 653 — Исаков, Юрий Фёдорович — академик, советник президиума Российской академии медицинских наук, главный детский хирург Министерства здравоохранения Российской Федерации
4. 11 июня 2003 года, № 667 — Трутнев, Юрий Алексеевич — академик Российской академии наук, первый заместитель научного руководителя по перспективным исследованиям федерального государственного унитарного предприятия «Российский федеральный ядерный центр — Всероссийский научно-исследовательский институт экспериментальной физики», Нижегородская область
5. 24 июля 2003 года, № 831 — Чуб, Владимир Фёдорович — глава администрации (губернатор) Ростовской области
6. 9 августа 2003 года, № 953 — Совмен, Хазрет Меджидович — Президент Республики Адыгея
7. 14 августа 2003 года, № 965 — Лебедев, Вячеслав Михайлович — Председатель Верховного суда Российской Федерации
8. 11 октября 2003 года, № 1206 — Захаров, Марк Анатольевич — художественный руководитель Московского государственного театра «Ленком»
9. 6 ноября 2003 года, № 1309 — Громов, Борис Всеволодович — губернатор, председатель правительства Московской области
10. 10 декабря 2003 года, № 1460 — Темирканов Юра Хатиевич (Юрий Хатуевич) — главный дирижер и художественный руководитель Заслуженного коллектива России академического симфонического оркестра, художественный руководитель Санкт-Петербургской академической филармонии имени Д. Д. Шостаковича
11. 13 декабря 2003 года, № 1483 — Салахов, Таир Теймур оглы — вице-президент Российской академии художеств, город Москва
12. 19 декабря 2003 года, № 1494 — Волчек, Галина Борисовна — художественный руководитель Московского театра «Современник»

## Кавалеры ордена III степени
1. 10 января 2003 года, № 34 — Альцман, Клавдия Павловна — генеральный директор закрытого акционерного общества «Улан-Удэнская тонкосуконная мануфактура», Республика Бурятия
2. 30 января 2003 года, № 119 — Бугаков, Юрий Фёдорович — председатель акционерного общества закрытого типа племзавода «Ирмень» Ордынского района Новосибирской области
3. 30 января 2003 года, № 121 — Георгиев, Георгий Павлович — академик, директор Института биологии гена Российской академии наук, город Москва
4. 30 января 2003 года, № 122 — Гупалов, Виктор Кириллович — генеральный директор федерального государственного унитарного предприятия «Красноярский машиностроительный завод»
5. 6 февраля 2003 года, № 140 — Ефимов, Александр Николаевич — маршал авиации в отставке, заместитель председателя Российского организационного комитета «Победа», город Москва
6. 8 февраля 2003 года, № 147 — Тихонов, Вячеслав Васильевич — артист кино, город Москва
7. 27 февраля 2003 года, № 255 — Савельев, Виктор Сергеевич — заведующий кафедрой Российского государственного медицинского университета, город Москва
8. 11 марта 2003 года, № 288 — Виноградов, Владимир Алексеевич — академик, советник Российской академии наук, город Москва
9. 14 марта 2003 года — Ефремов, Герберт Александрович — генеральный конструктор — генеральный директор «НПО машиностроения»
10. 24 апреля 2003 года, № 466 — Гергиев, Валерий Абисалович — художественный руководитель — директор Государственного академического Мариинского театра, город Санкт-Петербург
11. 25 апреля 2003 года, № 472 — Измеров, Николай Федотович — академик Российской академии медицинских наук, директор Научно-исследовательского института медицины труда Российской академии медицинских наук, город Москва
12. 6 мая 2003 года, № 504 — Этуш, Владимир Абрамович — ректор Высшего театрального училища имени Б. В. Щукина, город Москва
13. 8 мая 2003 года, № 519 — Сергеева, Нина Юрьевна — заместитель Председателя Верховного Суда Российской Федерации в отставке
14. 9 июня 2003 года, № 633 — Фёдоров, Владимир Дмитриевич — академик Российской академии медицинских наук, директор государственного учреждения «Институт хирургии имени А. В. Вишневского» Российской академии медицинских наук, город Москва
15. 11 июня 2003 года, № 666 — Богословский, Никита Владимирович — композитор, город Москва
16. 11 июня 2003 года, № 669 — Доронина, Татьяна Васильевна — художественный руководитель Московского Художественного академического театра имени М. Горького
17. 17 июня 2003 года, № 684 — Фоменко, Пётр Наумович — художественный руководитель Московского театра «Мастерская П. Н. Фоменко»
18. 30 июня 2003 года, № 706 — Макаров, Игорь Михайлович — академик, советник Российской академии наук, город Москва
19. 7 июля 2003 года, № 738 — Алексеев, Сергей Сергеевич — член-корреспондент Российской академии наук, член совета Исследовательского центра частного права при Президенте Российской Федерации
20. 5 августа 2003 года, № 917 — Ишаев, Виктор Иванович — губернатор Хабаровского края
21. 5 августа 2003 года, № 920 — Фёдоров, Николай Васильевич — Президент Чувашской Республики
22. 10 октября 2003 года, № 1190 — Пастухов, Борис Николаевич — депутат Государственной думы Федерального собрания Российской Федерации
23. 13 ноября 2003 года, № 1345 — Сурков, Владислав Юрьевич — заместитель Руководителя Администрации Президента Российской Федерации
24. 20 ноября 2003 года, № 1372 — Оганесян, Юрий Цолакович — академик Российской академии наук, научный руководитель лаборатории ядерных реакций Объединенного института ядерных исследований, Московская область
25. 28 ноября 2003 года, № 1409 — Коновалов, Александр Николаевич — академик Российской академии наук, Российской академии медицинских наук, директор Научно-исследовательского института нейрохирургии имени академика Н. Н. Бурденко Российской академии медицинских наук, город Москва
26. 6 декабря 2003 года, № 1430 — Цыб, Анатолий Фёдорович — академик Российской академии медицинских наук, директор государственного учреждения «Медицинский радиологический научный центр Российской академии медицинских наук», Калужская область
27. 17 декабря 2003 года, № 1492 — Броневой, Леонид Сергеевич — артист государственного учреждения культуры "Московский государственный театр «Ленком»
28. 22 декабря 2003 года, № 1500 — Добронравов, Николай Николаевич — поэт, город Москва

## Кавалеры ордена IV степени
1. 17 января 2003 года, № 43 — Сысоев, Валерий Сергеевич — почётный президент Федерации велосипедного спорта России, город Москва
2. 30 января 2003 года, № 89 — Капралов, Георгий Александрович — кинокритик, город Москва
3. 30 января 2003 года, № 89 — Смелянский, Анатолий Миронович — ректор Школы-студии (вуза) имени Вл. И. Немировича-Данченко при Московском Художественном академическом театре имени А. П. Чехова
4. 1 февраля 2003 года, № 133 — Пуликовский, Константин Борисович — полномочный представитель Президента Российской Федерации в Дальневосточном федеральном округе
5. 7 февраля 2003 года, № 146 — Полтавченко, Георгий Сергеевич — полномочный представитель Президента Российской Федерации в Центральном федеральном округе
6. 19 февраля 2003 года, № 211 — Королёв, Олег Петрович — глава администрации Липецкой области
7. 22 февраля 2003 года, № 236 — Дмитриев, Игорь Борисович — артист Санкт-Петербургского государственного академического театра комедии имени Н. П. Акимова
8. 22 февраля 2003 года, № 236 — Жаркова, Лидия Михайловна — директор Российской государственной детской библиотеки, город Москва
9. 23 февраля 2003 года, № 239 — Третьяк, Иван Моисеевич — генерал армии в отставке, город Москва
10. 1 марта 2003 года, № 257 — Цивилев, Роберт Макарович — начальник Управления Президента Российской Федерации по вопросам помилования
11. 4 марта 2003 года, № 265 — Карелин, Владимир Яковлевич — ректор Московского государственного строительного университета
12. 11 марта 2003 года, № 288 — Деревянко, Анатолий Пантелеевич — академик, директор Института археологии и этнографии Сибирского отделения Российской академии наук, Новосибирская область
13. 14 марта 2003 года, № 331 — Долуханова, Зара Александровна — профессор Российской академии музыки имени Гнесиных, город Москва
14. 17 марта 2003 года, № 334 — Оноприенко, Геннадий Алексеевич — член-корреспондент Российской академии медицинских наук, директор Московского областного научно-исследовательского клинического института имени М. Ф. Владимирского
15. 17 марта 2003 года, № 336 — Белов, Василий Иванович — писатель, Вологодская область
16. 20 марта 2003 года, № 339 — Литвиненко, Владимир Стефанович — ректор Санкт-Петербургского государственного горного института (технического университета)
17. 28 марта 2003 года, № 371 — Тулеев, Аман-гельды Молдагазыевич — губернатор Кемеровской области
18. 5 апреля 2003 года, № 404 — Аслаханов, Асламбек Ахмедович — депутат Государственной думы Федерального собрания Российской Федерации
19. 10 апреля 2003 года, № 414 — Седых, Вячеслав Иванович — ректор федерального государственного образовательного учреждения «Морской государственный университет имени адмирала Г. И. Невельского», Приморский край
20. 12 апреля 2003 года, № 420 — полковник Дежуров, Владимир Николаевич — инструктор-космонавт-испытатель отряда космонавтов Российского государственного научно-исследовательского испытательного центра подготовки космонавтов имени Ю. А. Гагарина, Московская область
21. 14 апреля 2003 года, № 434 — Сидоров, Валентин Михайлович — художник, председатель Всероссийской творческой общественной организации «Союз художников России», город Москва
22. 24 апреля 2003 года, № 461 — Саркисов, Павел Джибраелович — ректор Российского химико-технологического университета имени Д. И. Менделеева, город Москва
23. 25 апреля 2003 года, № 472 — Кошурникова, Нина Александровна — главный научный сотрудник дочернего государственного унитарного предприятия «Южно-Уральский институт биофизики», Челябинская область
24. 5 мая 2003 года, № 500 — Песков, Василий Михайлович — обозреватель газеты «Комсомольская правда», город Москва
25. 5 мая 2003 года, № 502 — Пылёва, Ольга Валерьевна — заслуженный мастер спорта России, Красноярский край
26. 5 мая 2003 года, № 502 — Чепалова, Юлия Анатольевна — заслуженный мастер спорта России, город Москва
27. 5 мая 2003 года, № 502 — Ягудин, Алексей Константинович — заслуженный мастер спорта России, город Санкт-Петербург
28. 10 мая 2003 года, № 522 — Миронова, Зоя Сергеевна — профессор, врач-консультант Центрального научно-исследовательского института травматологии и ортопедии имени Н. Н. Приорова, город Москва
29. 19 мая 2003 года, № 533 — Вайншток, Семён Михайлович — президент открытого акционерного общества "Акционерная компания по транспорту нефти «Транснефть», город Москва
30. 19 мая 2003 года, № 537 — Китаев, Март Фролович — главный художник Санкт-Петербургского государственного театра юных зрителей имени А. А. Брянцева
31. 19 мая 2003 года, № 537 — Ходжоян, Рудий Енокович — солист балета Государственного академического ансамбля народного танца под руководством Игоря Моисеева, город Москва
32. 5 июня 2003 года, № 612 — Гребенников, Валерий Васильевич — председатель Комитета Государственной думы по государственному строительству
33. 5 июня 2003 года, № 612 — Сухарев, Александр Яковлевич — директор Научно-исследовательского института проблем укрепления законности и правопорядка при Генеральной прокуратуре Российской Федерации, начальник Управления методического обеспечения Генеральной прокуратуры Российской Федерации
34. 5 июня 2003 года, № 621 — Вельяминов, Пётр Сергеевич — артист Государственного академического театра комедии имени Н. П. Акимова, город Санкт-Петербург
35. 5 июня 2003 года, № 622 — Караковский, Владимир Абрамович — директор средней школы N 825 Юго-Восточного административного округа города Москвы
36. 9 июня 2003 года, № 633 — Вшивцев, Владимир Сергеевич — заместитель председателя Комитета Государственной думы по делам ветеранов
37. 11 июня 2003 года, № 667 — Волошин, Николай Павлович — руководитель Департамента разработки и испытаний ядерных боеприпасов Министерства Российской Федерации по атомной энергии
38. 11 июня 2003 года, № 669 — Пушечников, Иван Фёдорович — заведующий кафедрой Российской академии музыки имени Гнесиных, город Москва
39. 16 июня 2003 года, № 675 — Яковлев, Владимир Анатольевич — губернатор, председатель правительства Санкт-Петербурга
40. 8 июля 2003 года, № 748 — Тарасевич, Леонид Степанович — ректор Санкт-Петербургского государственного университета экономики и финансов
41. 16 июля 2003 года, № 786 — Копсов, Анатолий Яковлевич — директор по строительству объектов генерации Российского открытого акционерного общества энергетики и электрификации «ЕЭС России», город Москва
42. 16 июля 2003 года, № 786 — Саакян, Валерий Арташесович — советник председателя правления Российского открытого акционерного общества энергетики и электрификации «ЕЭС России», город Москва
43. 23 июля 2003 года, № 825 — Слепцов, Николай Степанович — заместитель полномочного представителя Президента Российской Федерации в Южном федеральном округе
44. 28 июля 2003 года, № 849 — Памфилова, Элла Александровна — председатель Комиссии по правам человека при Президенте Российской Федерации
45. 29 июля 2003 года, № 850 — митрополит Минский и Слуцкий, патриарший экзарх всея Беларуси Филарет (Вахромеев Кирилл Варфоломеевич) — постоянный член Священного синода Русской православной церкви
46. 31 июля 2003 года, № 857 — Бухарин, Олег Валерьевич — член-корреспондент, директор Института клеточного и внутриклеточного симбиоза Уральского отделения Российской академии наук, Оренбургская область
47. 31 июля 2003 года, № 857 — Григорьев, Анатолий Иванович — академик, директор Государственного научного центра Российской Федерации, Института медико-биологических проблем Российской академии наук, город Москва
48. 31 июля 2003 года, № 857 — Лапир, Моисей Альбертович — начальник Управления топливно-энергетического хозяйства города Москвы
49. 5 августа 2003 года, № 919 — Волков, Александр Александрович — Президент Удмуртской Республики
50. 28 августа 2003 года, № 1011 — Арефьев, Евгений Парфирьевич — заместитель Руководителя Аппарата Правительства Российской Федерации
51. 1 сентября 2003 года, № 1016 — полковник Залётин, Сергей Викторович — инструктор-космонавт-испытатель отряда космонавтов Российского государственного научно-исследовательского испытательного центра подготовки космонавтов имени Ю. А. Гагарина, Московская область
52. 1 сентября 2003 года, № 1018 — Мягков, Андрей Васильевич — артист Московского Художественного академического театра имени А. П. Чехова
53. 1 сентября 2003 года, № 1018 — Эйфман, Борис Янкелевич — художественный руководитель, директор Санкт-Петербургского государственного академического театра балета под руководством Б. Эйфмана
54. 9 сентября 2003 года, № 1048 — Гаврилов, Валерий Васильевич — глава Дмитровского района Московской области
55. 9 сентября 2003 года, № 1048 — Жуганов, Александр Васильевич — руководитель аппарата Комитета Совета Федерации по делам Севера и малочисленных народов
56. 15 сентября 2003 года, № 1066 — Агеенко, Евгений Маркович — начальник Санкт-Петербургского государственного учреждения здравоохранения «Госпиталь для ветеранов войн»
57. 15 сентября 2003 года, № 1066 — Студеникин, Митрофан Яковлевич — академик Российской академии медицинских наук, директор научно-исследовательского института педиатрии государственного учреждения «Научный центр здоровья детей Российской академии медицинских наук», город Москва
58. 15 сентября 2003 года, № 1067 — Головко, Кира Николаевна — артистка Московского художественного академического театра имени А. П. Чехова
59. 15 сентября 2003 года, № 1071 — Каюров, Юрий Иванович — артист Государственного академического Малого театра России, город Москва
60. 15 сентября 2003 года, № 1071 — Шварц, Исаак Иосифович — композитор, город Санкт-Петербург
61. 21 сентября 2003 года, № 1079 — Лощинин, Валерий Васильевич — статс-секретарь, первый заместитель министра иностранных дел Российской Федерации
62. 21 сентября 2003 года, № 1081 — Аксаков, Валерий Евгеньевич — председатель Московской областной думы
63. 21 сентября 2003 года, № 1084 — Рогатин, Борис Николаевич — председатель Конфедерации спортивных организаций России, город Москва
64. 30 сентября 2003 года, № 1155 — Бездольный, Александр Васильевич — депутат Государственной думы Федерального собрания Российской Федерации
65. 30 сентября 2003 года, № 1156 — Васильев, Владимир Иванович — генеральный директор Академического научно-издательского, производственно-полиграфического и книгораспространительского центра Российской академии наук "Издательство «Наука», город Москва
66. 30 сентября 2003 года, № 1157 — Абрамов, Борис Александрович — генеральный директор открытого акционерного общества «Всероссийский научно-исследовательский институт транспортного машиностроения», город Санкт-Петербург
67. 30 сентября 2003 года, № 1157 — Курташин, Владимир Егорович — президент открытого акционерного общества «Криогенмаш», Московская область
68. 3 октября 2003 года, № 1174 — Зурабов, Михаил Юрьевич — председатель правления Пенсионного фонда Российской Федерации
69. 4 октября 2003 года, № 1177 — Кретов, Анатолий Алексеевич — глава местного самоуправления города Губкина и Губкинского района Белгородской области
70. 10 октября 2003 года, № 1204 — Кацыв, Пётр Дмитриевич — министр транспорта Московской области
71. 24 октября 2003 года, № 1230 — Верещагин, Николай Викторович — директор государственного учреждения «Научно-исследовательский институт неврологии» Российской академии медицинских наук, город Москва
72. 24 октября 2003 года, № 1230 — Черноусов, Александр Фёдорович — заведующий отделом Российского научного центра хирургии Российской академии медицинских наук, город Москва
73. 24 октября 2003 года, № 1232 — Шкурко, Александр Иванович — директор Государственного Исторического музея, город Москва
74. 27 октября 2003 года, № 1260 — Чёрный, Горимир Горимирович — академик, советник Российской академии наук, город Москва
75. 5 ноября 2003 года, № 1308 — Морозов, Олег Викторович — депутат Государственной думы Федерального собрания Российской Федерации
76. 13 ноября 2003 года, № 1349 — Гребенщиков, Борис Борисович — художественный руководитель группы «Аквариум», город Санкт-Петербург
77. 18 ноября 2003 года, № 1362 — Амиров, Саид Джапарович — глава администрации города Махачкалы Республики Дагестан
78. 20 ноября 2003 года, № 1372 — Шевцов, Георгий Егорович — директор социально-бытового комплекса открытого акционерного общества «Северсталь», Вологодская область
79. 22 ноября 2003 года, № 1379 — Любшин, Станислав Андреевич — артист Московского Художественного академического театра имени А. П. Чехова
80. 22 ноября 2003 года, № 1380 — Росляк, Юрий Витальевич — заместитель мэра Москвы в правительстве Москвы, руководитель Департамента экономической политики и развития города Москвы
81. 29 ноября 2003 года, № 1411 — Страшко, Владимир Петрович — вице-президент Торгово-промышленной палаты Российской Федерации
82. 29 ноября 2003 года, № 1416 — Винокур, Владимир Натанович — художественный руководитель Государственного театра пародий под руководством В. Винокура, город Москва
83. 6 декабря 2003 года, № 1429 — Воробьёв, Владимир Георгиевич — ректор Московского государственного технического университета гражданской авиации
84. 6 декабря 2003 года, № 1429 — Морозов, Никита Фёдорович — академик Российской академии наук, заведующий кафедрой Санкт-Петербургского государственного университета
85. 6 декабря 2003 года, № 1430 — Егоренков, Вадим Анатольевич — главный врач медицинского центра федерального государственного унитарного предприятия «Адмиралтейские верфи», город Санкт-Петербург
86. 6 декабря 2003 года, № 1435 — Трубилин, Иван Тимофеевич — ректор Кубанского государственного аграрного университета, Краснодарский край
87. 8 декабря 2003 года, № 1453 — Трусов, Владимир Николаевич — генеральный директор федерального государственного унитарного предприятия «Государственное машиностроительное конструкторское бюро „Радуга“ имени А. Я. Березняка», Московская область
88. 8 декабря 2003 года, № 1455 — Анпилогов, Виктор Николаевич — первый заместитель полномочного представителя Президента Российской Федерации в Южном федеральном округе
89. 9 декабря 2003 года, № 1459 — Макаревич, Андрей Вадимович — артист, руководитель группы «Машина времени» закрытого акционерного общества «Синтез Рекордз», город Москва
90. 13 декабря 2003 года, № 1485 — Гончаров, Пётр Лазаревич — председатель Сибирского отделения Российской академии сельскохозяйственных наук, генеральный директор Сибирского научно-исследовательского института растениеводства и селекции, Новосибирская область
91. 26 декабря 2003 года, № 1525 — Житомирский, Георгий Иосифович — профессор Московского авиационного института (государственного технического университета) «МАИ»
92. 30 декабря 2003 года, № 1539 — Ефремов, Анатолий Антонович — глава администрации Архангельской области